# Dichlordifluormethan
Dichlordifluormethan CCl2F2, známý také jako Freon 12, je halogenderivát methanu patřící mezi freony. Známý je také pod svou zkratkou CFC. Dříve se používal jako chladicí médium v ledničkách a jako hnací plyn v rozprašovačích. Poté, co bylo prokázáno, že porušuje ozonovou vrstvu a vytváří ozonovou díru, bylo jeho používání omezeno a postupně se nahrazuje jinými látkami.